# Øksfjordjøkelen
Øksfjordjøkelen (en sami septentrional: Ákšovuonjiehkki) es el noveno glaciar más grande de Noruega continental. Se localiza en el límite de las provincias de Finnmark y Troms. 

## Geografía
Tiene una superficie de 42 km², repartidos entre los municipios de Loppa y Kvænangen.
El punto más alto tiene 1204 m, aunque actualmente sólo alcanza los 1191 m debido a la contracción del glaciar. Aun así, es el punto más alto de Finnmark county. La montaña Svartfjellet se encuentra al norte del glaciar en Loppa. El punto más bajo alcanza los 330 m. El poblado más cercano es Alteidet in Kvænangen, a un costado de la ruta europea E6.